# 「鹿男あをによし」 オリジナルサウンドトラック
『鹿男あをによし オリジナルサウンドトラック』は、2008年にフジテレビで放送された「鹿男あをによし」のサウンドトラック。2008年3月5日発売。
東京都出身の作曲家・編曲家であり、幅広い分野で主題歌や挿入歌の作曲や編曲を手がける佐橋俊彦によってプロデュースされた。

## 収録曲
1. 鹿男あをによし オープニング・テーマ[1:01]
2. 壮大なる神々の愛[3:03]
3. 1800年の恋[3:52]
4. 悠久の都 奈良[3:10]
5. 神の賜えし謎[3:13]
6. 不可解な行動[2:11]
7. 抜け落ちた真実[2:56]
8. 気高い戦士達[1:46]
9. 不幸を背負った男-小川のテーマ[2:26]
10. 不幸を背負った女-道子のテーマ[2:06]
11. 定められし運命[3:09]
12. それがどんな事であれ私は信じる[2:19]
13. やさしい仲間[2:40]
14. 青春の1ページ[2:02]
15. 突然時間が止まる[2:29]
16. 誰も知らない所で[2:38]
17. 不思議な儀式[2:15]
18. 鹿男あをによし エンディング・テーマ[1:41]

演奏者・指揮者
- Fl：高桑英世
- Fl：野口みお
- Obe:庄司さとし
- Cla:山根公男
- Strings：篠崎正嗣グループ
- C.Percussion：髙田みどり
- C.Percussion：萱谷亮一
- Trumpet：高橋敦
- Trumpet：岡崎耕二
- Trumpet：中山隆崇
- Trombone：小田桐寛之
- Trombone：野々下興一
- Horn：藤田乙比古
- Horn：萩原顕彰
- Harp：朝川朋之
- Conductor：蓜島公二